# Albuquerque, New Mexico
Albuquerque (/ˈælbəˌkɜːrki/ ⓘ, phỏng âm "Au-bơ-cơ-ky") là một thành phố ở trung tâm tiểu bang New Mexico, Hoa Kỳ. Albuquerque là quận lỵ của Quận Bernalillo và nằm hai bên bờ sông Rio Grande. Thời tiết nắng nhiều và độ ẩm thấp khiến cho thành phố là một nơi nghỉ dưỡng và các di sản của thổ dân châu Mỹ và thời thuộc địa Tây Ban Nha đã khiến thành phố có vẻ riêng độc đáo. Là thành phố lớn nhất tiểu bang New Mexico, Albuquerque là một trung tâm chế tạo công nghệ cao, thương mại và vận tải.
Phòng thí nghiệm quốc gia Sandia là trung tâm năng lượng hạt nhân của chính phủ Hoa Kỳ và trung tâm nghiên cứu và phát triển môi trường là những nơi thu hút lao động chính của thành phố. Căn cứ không quân Kirtland, Bảo tàng Hạt nhân quốc gia gần đấy cũng đóng vai trò quan trọng cho kinh tế của Albuquerque. Nhiều cơ quan của liên bang cũng có văn phòng ở thành phố. Đây cũng là trụ sở của Rừng quốc gia Cibola. Thành phố có Sân bay quốc tế Albuquerque.
Khu phố cổ của Albuquerque có các quảng trường rộng, các toà nhà gạch sống có mái bằng và các toà nhà thời thuộc địa Tây Ban Nha. Thành phố có Đại học New Mexico (1889), Viện Bách khoa Indian (1970), Cao đẳng Santa Fe tại Albuquerque (1985), và một trường cao đẳng kỹ thuật. Thành phố có các viện bảo tàng: Bảo tàng Khoa học và Lịch sử tự nhiên New Mexico, Bảo tàng Albuquerque. Ngoài ra có Trung tâm văn hoá Pueblo Indian trưng bày lịch sử Pueblo và nghệ thuật đương đại. Khu phố Cổ lịch sử có Nhà thờ San Felipe de Neri (1793). Các sự kiện hàng năm có Lễ hội Khí cầu quốc tế và hội chợ bang. Các khu vực thu hút gần Albuquerque có Tượng đài Quốc gia Petroglyph có hàng trăm bản chạm khắc đá vẽ trước năm 1600 CN và Dãy núi Sandia và một đường tàu điện có phong cảnh xung quanh đẹp.

## Diện tích và dân số
Albuquerque có diện tích 468 km² với độ cao trung bình 1.507 m. Dân số năm 1980 là 331.767, năm 1990 là 384.736, năm 2003 là 471.856. Theo điều tra dân số năm 2000, người da trắng chiếm 71,6% dân số, thổ dân châu Mỹ chiếm 3,9%, da đen chiếm 3,1%, châu Á chiếm 2,2%, thổ dân Hawaii và đảo Thái Bình Dương 0,1%. Phần còn lại là dân pha trộn. Người Mỹ Latinh (Tây Ban Nha–Bồ Đào Nha) thuộc bất cứ dân tộc nào chiếm 39,9% dân số.

## Lịch sử
Khu vực xung quanh Albuquerque đã được thổ dân châu Mỹ định cư từ lâu. Họ đã xay các thành phố nhiều tầng, rộng lớn gọi là các pueblo, một số vẫn còn tồn tại đến ngày nay. Khu định cư của người Tây Ban Nhà bắt đầu từ đầu những năm 1600 dù người Tây Ban Nha đã bỏ khu vực này sau Cuộc nổi dậy Pueblo năm 1680 khi thổ dân châu Mỹ đứng lên chóng lại ách thống trị của Tây Ban Nha. Albuquerque ngày nay được thành lập năm 1706 và thành phố đã được đặt tên theo công tước Alburquerque (chữ r đầu tiên sau này bị bỏ đi), lúc đó đang là phó vương của Tân Tây Ban Nha. Thành phố phát triển nhanh chóng như là một trạm trên đường từ Santa Fe đến Thành phố Mexico.
Sau cuộc Chiến tranh Mexico (1846–1848), Albuquerque chính thức trở thành một bộ phận của Hoa Kỳ và là một cơ sở quân sự quan trọng của Mỹ từ 1846 đến 1870. Quân Liên minh (Confederate) đã chiếm giữ Albuquerque chớp nhoáng trong năm 1862, trong cuộc Nội chiến Hoa Kỳ. Năm 1880, một khu định cư đã phát triển xung quanh khu vực ngày nay là đường sắt vừa mới xây dựng. Khi khu định cư phát triển nhanh chóng, khu định cư ban đầu trở thành Phố Cổ. Được thành lập với tư cách là một thành phố trong năm 1891, Albuquerque phát triển thành một trung tâm nông trang và trung tâm y tế, dần dần bao quanh và năm 1949 sáp nhập khu Phố Cổ. Thập niên 1950 là thời kỳ thành phố tăng trưởng nhanh nhờ chi tiêu nghiên cứu hạt nhân tại đây của chính quyền liên bang. Thập niên 1970 Albuquerque trải qua một chương trình đổi mới quy hoạch đô thị và cuối thập niên 1980 thành phố hoàn thành mở rộng trung tâm hội nghị và sân bay.